# Беликов, Александр (легкоатлет)
Александр Беликов (род. 29 декабря 1972, Ставропольский край) — советский и российский легкоатлет, специалист по бегу на дистанции 400 метров с барьерами.
Выступал за сборные СССР, СНГ и России в 1990-х годах, обладатель бронзовой медали Чемпионата мира по лёгкой атлетике среди юниоров 1990 г. г. Пловдив (Болгария), Золотой медалист 11 чемпионата Европы по легкой атлетике среди юниоров 1991 г. Салоники (Греция), чемпион России в беге на 400 метров с/б, Рекордсмен России в беге на 400 метров с/б, у мужчин до 20 лет, Представлял город Ставрополь. Заслуженный Мастер спорта России.
Окончил Ставропольский государственный педагогический институт (2004).
Впервые заявил о себе в лёгкой атлетике на международном уровне в сезоне 1990 года, когда вошёл в состав советской сборной и выступил на 3 чемпионате мира среди юниоров в г. Пловдиве (Болгария) где стал бронзовым призёром в беге на 400 метров с барьерами установив новый рекорд России среди юниоров с результатом 50.22 сек.
Через год в 1991 г. на 11 чемпионате Европы по легкой атлетике среди юниоров в г. Салоники (Греция) занял верхнюю ступень пьедестала став чемпионом Европы в беге на 400 метров с барьерами.
Тренировался у Суворова В.